# Ана-Мария Лалова
Ана-Мария Лалова е българска куклена и озвучаваща актриса.

## Биография
През 2012 г. завършва НАТФИЗ „Кръстю Сарафов“ със специалност „Актьорско майсторство за куклен театър“ в класа на проф. Жени Пашова.
Играла е в Театър „Ателие 313“ и Държавния куклен театър в град Сливен.
От 2013 г. е част от трупата на Столичния куклен театър, където играе в постановките „Хензел и Гретел“, „Огнивото“, „Тримата снежковци“, „Джуджето Дългоноско“, „Меко казано“, „Жокер“, „Момче и вятър“, „Хуан Дариен – момчето тигър“, „Новите дрехи на краля“, „Страната на Оз“, „Искаш ли подарък?“, „Косе Босе“, „Джак и бобеното стъбло“ и „Когато цъфне маргаритката“.
Снима в детските предавания на БНТ – „Милион и две усмивки“ в ролята на Огънчо, и „Бърколино“ в ролята на Бъркопитко.
Занимава се с нахсинхронен дублаж на филми и сериали от 2012 г. Озвучава за дублажните студиа „Александра Аудио“ и „Про Филмс“.

## Участия в театъра
Куклен театър НАТФИЗ
1. „Танго“ – автор Жени Пашова, постановка доц. Петър Пашов[3]
2. „Вагабондо“ от Карел Чапек – постановка проф. Жени Пашова[4]
3. „Елхата“ от Туве Янсон – постановка проф. Жени Пашова[5]

Театър „Ателие 313“
1. „Машината на Ян Бибиян“ от Елин Пелин – режисьор Петър Пашов-младши[6]

Държавен куклен театър, гр. Сливен
1. „Джуджето Дългоноско“ – драматизация Юрий Дачев, режисьор Бисерка Колевска[7]
2. „Дванайста нощ“ от Уилям Шекспир[8]
3. „Откраднатите ботуши на Дядо Коледа“ от Теменужка Коларова – постановка Ефтимия Павлова[9]

Столичен куклен театър
1. „Хензел и Гретел“ от Братя Грим – постановка Съни Сънински[11][12]
2. „Огнивото“ от Ханс Кристиан Андерсен – постановка Славчо Маленов[13][14]
3. „Тримата снежковци“ от Милан Павлик – режисьор Анастасия Янкова[15][16]
4. „Джуджето Дългоноско“ – драматизация Юрий Дачев, режисьор Бисерка Колевска[17]
5. „Меко казано“ от Валери Петров – режисьор Румен Гаванозов[18][19]
6. „Жокер“ – авторски спектакъл на Петринел Гочев[20][21]
7. „Момче и вятър“, българска народна приказка – режисьор Петър Пашов[22][23][24]
8. „Хуан Дариен – момчето вятър“ – драматизация и постановка Катя Петрова[25][26]
9. „Новите дрехи на краля“ от Ханс Кристиан Андерсен – драматизация и режисура Румен Гаванозов[27][28]
10. „Страната на Оз“ от Лиман Франк Баум – драматизация и режисура Елица Петкова[29][30]
11. „Искаш ли подарък?“ – автор и режисьор Веселин Бойдев[31][32]
12. „Косе Босе“ по Рада Москова – драматизация и режисура Петър Вълов[33][34]
13. „Джак и бобеното стъбло“, английска народна приказка – драматизация и режисура Веселин Бойдев[35][36]
14. „Светлинка“, режисура Галина Савова
15. „Когато цъфне маргаритката“, режисура Елза Лалева
16. „Небивалици с букви“, режисура Елица Петкова
17. „Дракончето с теменужени очи“, режисура Веселин Бойдев

## Роли в озвучаването
Анимационни сериали
- „Бен 10“ – Бен Тенисън
- „Доктор Пространствени джинси“
- „Малки титани: В готовност!“ – Зверчето
- „Малките шантави рисунки“ (дублаж на студио „Про Филмс“) – Бъгс Бъни, 2022
- „Микселите“
- „Младежка лига“
- „Нела, принцесата рицар“
- „Нинджаго: Майстори на Спинджицу“ – Лойд (от първи до седми сезон)
- „Уоликазам“ – Бобгоблин
- „Кръстници вълшебници“

Игрални сериали
- „Геймърки“ – Трипъл Джи, 2016 – 2019

Анимационни филми
- „Лошите момчета“ – Тарантула (Акуафина), 2022
- „Малки титани: В готовност! Филмът“ – Зверчето, 2018
- „Миньоните 2“ – Бел Фасон (Тараджи Хенсън), 2022
- „Сладките грозничета“ – Уейдж, 2019
- „Щъркелчето Ричард“ – Олга, 2017
- „Супергероините на DC: Интергалактически игри“ (дублаж на „Про Филмс“) – Зверчето, 2022
- „Супергероините на DC: Контролирано съзнание“ – Зверчето, 2022
- „Малки титани: В готовност! срещу Малките титани“ – Зверчето
- „Супергероините на DC: Герой на годината“ – Зверчето, 2023
- „Сами вкъщи 2“ – Памуче, 2019
- „Тролчета: Турнето“ – Гризла, 2020
- „Щъркелчето Ричард 2“ – Олга, 2023

Игрални филми
- „Малката русалка“ – Скатъл (Акуафина), 2023

## Радиопиеси
- „Шапка, вятър и Иван“, 2022[37]

## Награди и номинации
1. 2013 г. – Награда „Сивина“ за „най-млад актьор“ в спектакъла „Машината Ян Бибиян“, за ролите на Дяволчето Фют и Люлю.[38][39]
2. 2013 г. – Награда на Националния куклено-театрален фестива „Михиал Лъкатник“ в гр. Ямбол за най-добра женска роля в ролите на Магьосницата и Херцога в „Джуджето Дългоноско“[40]
3. 2014 г. – Номинация „Икар“ в категорията „Индивидуално постижение в кукленото изкуство“ за Вещицата в „Джуджето Дългоноско“.[41][42]